# Zak Whitbread
Zak Benjamin Whitbread (* 4. März 1984 in Houston, Texas, Vereinigte Staaten) ist ein ehemaliger US-amerikanischer Fußballspieler.

## Laufbahn
Obwohl Anhänger von Manchester United, schloss sich Whitbread auf Drängen seines Vaters, dem englischen Trainer Barry Whitbread, als Achtjähriger der Jugendabteilung des FC Liverpool an. Dort durchlief er alle Altersstufen und wurde in die US-amerikanische U15-Auswahl berufen.
Im Rahmen einer Asien-Tour seines Vereins im Sommer 2003 gelangte Whitbread erstmals in den Kader der ersten Mannschaft und wurde einmal eingesetzt. 
Kurze Zeit später wurde er in die U20-Auswahl der Vereinigten Staaten berufen und stand bei der U20-Weltmeisterschaft in den Vereinigten Arabischen Emiraten im selben Jahr im Kader. Er bestritt alle fünf Spiele bis zum Viertelfinale, ehe die Auswahl an Argentinien scheiterte. Auch für die Qualifikation für die Olympischen Spiele in Athen wurde er nominiert, wegen einer im Training erlittenen Verletzung konnte er jedoch nur ein Spiel bestreiten.
Im Oktober 2004 gab er sein Pflichtspieldebüt für den FC Liverpool, als er beim 3:0-Auswärtserfolg im League Cup beim FC Millwall eingesetzt wurde. In der Champions-League-Saison 05/06 spielte er an der Seite von Sami Hyypiä, einem seiner Idole, in der Qualifikation gegen TNS Llansantffraid und in der zweiten Runde gegen FBK Kaunas.
Da er sich beim FC Liverpool nicht durchsetzen konnte, wurde er während der Spielzeit 05/06 an den FC Millwall ausgeliehen. In der Football League Championship konnte er den Verein von sich überzeugen und wurde trotz des Abstiegs in die Football League One nach Ende der Spielzeit fest verpflichtet.
Am 8. Januar 2010 wechselte er zu Norwich City in die zweitklassige Football League Championship.